# Euxoa esta
Euxoa esta är en fjärilsart som beskrevs av Smith 1906. Euxoa esta ingår i släktet Euxoa och familjen nattflyn. Inga underarter finns listade i Catalogue of Life.